# PCCカー (トロント交通局)
この項目ではアメリカやカナダなど世界各地に導入された高性能路面電車車両であるPCCカーのうち、カナダ・トロントの公共交通事業者のトロント交通局（Toronto Transit Commission）が運営する路面電車であるトロント市電に導入された車両について解説する。1938年から1957年にかけて導入された新造車両・譲渡車両の合計数である765両は北アメリカの路面電車事業者の中で最多であり、1995年に営業運転を終了して以降も2両がトロント市電の団体用として在籍している他、各地の博物館や保存鉄道でも多くの車両が残存する。ワインレッドとクリーム色を用いた塗装から"レッド・ロケット（Red Rocket）"と言う愛称で呼ばれる事も多い。

## 導入までの経緯
1930年代、アメリカ合衆国やカナダ各都市に存在した路面電車では、バスや自家用車の発展（モータリーゼーション）に加えて、在籍する車両の老朽化が深刻な問題となっていた。その状態を打破するため、路面電車事業者や鉄道車両メーカーなどが参加した電気鉄道経営者協議委員会（Electric Railway Presidents' Conference Committee、ERPCC）が1929年に発足し、流線型の車体や騒音・振動を抑えた弾性車輪や直角カルダン駆動方式、スムーズな加減速を可能とした多段制御などの最新技術を取り入れた高性能路面電車・PCCカーが開発された。
発足当初、電気鉄道経営者協議委員会にはアメリカ合衆国の事業者や企業のみが参加していたが、1933年以降はカナダの事業者や企業も招待される形で参加する事となった。その中の1つが、カナダの大都市・トロントで路面電車（トロント市電）を運営するトロント交通局（Toronto Transportation Commission、現：Toronto Transit Commission）である。1930年代初頭の同事業者の主力車両は1910年代から1920年代にかけて導入されたピーター・ウィット・カーであったが、1923年以降は新造車両の導入が行われておらず、輸送力増強のため新型車両の導入が求められていた。そのような事情もあってか、トロント交通局は初期にPCCカーを発注した事業者の中で最も多い140両という大量発注を実施しており、PCCカーが商業的に成功する大きな要因になったという見方も存在する。
新造車両の車体（セントルイス・カー・カンパニー）や台車（クラーク）はアメリカ各地の企業で製造された一方、最終組み立ておよび車両自体の受注はカナダのカナディアン・カー・アンド・ファウンドリーによって行われた。これはアメリカで最終組み立てまで実施した際に課せられる関税の回避が目的であった。
カナディアン・カー・アンド・ファウンドリーのPCCカーの組み立ての習熟を兼ねた試作車（4000）の製造を経て、トロント交通局（トロント市電）向けの最初の車両（4001、4002）が納入されたのは1938年8月であった。そしてカナダ国立博覧会での展示や市電の路線での試運転を経て、1938年9月23日から営業運転を開始した。

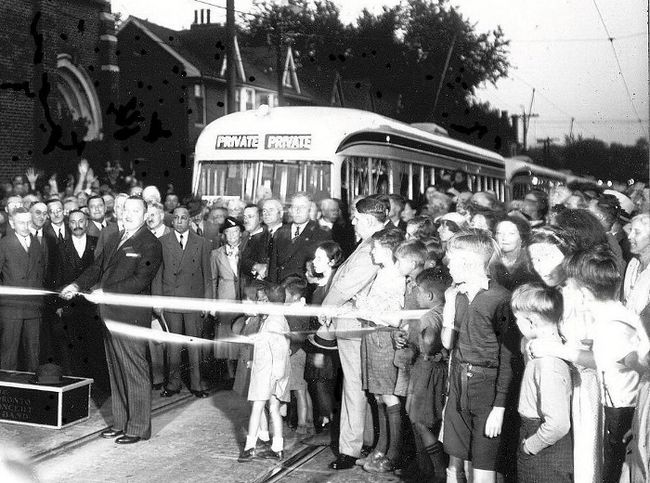
PCCカーの出発式（1938年撮影）
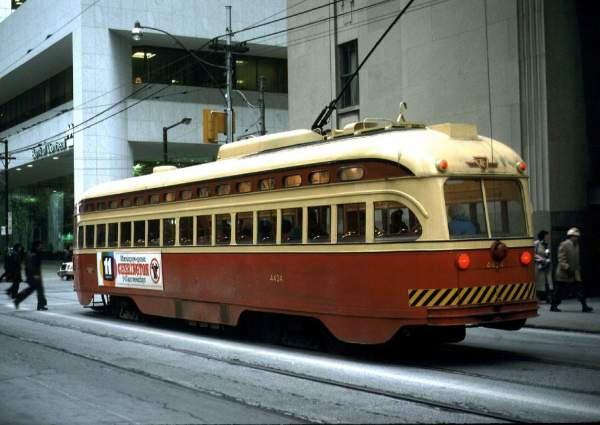
後方（1986年撮影）

## 導入車種

### 新造車両
トロント交通局（トロント市電）のPCCカーのうち新造車両は合計540両で、1938年から1951年にかけて8次に分けて導入が実施された。
- A1 - 最初に導入された車両。1938年製[17]。
- A2 - A1の好評を受けて導入された2次車。1940年製[17]。
- A3 - 第二次世界大戦中の利用客増加を受けて導入された3次車。従来の車両と比べて乗り心地が改善されており、1941年に発注されたものの戦争の影響を受けて納入が行われたのは翌1942年となった[17]。
- A4 - A3と並行して発注が行われた車両。1942年に55両以上の発注が実施されたが、戦時下という事情もありアメリカ合衆国とカナダ間の会議によりPCCカーの導入にも制限がかけられ、実際に導入されたのは15両のみとなった[19][21]。
- A5 - 1945年に導入された5次車。A4と同様、座席のクッションに発泡プラスチックが用いられるなどの簡略化が実施された他、トロント交通局以外のカナダの路面電車事業者へも割り当ての形で同型車両の導入が実施された[19][21]。
- A6 - 戦時中の酷使により老朽化が進んだ木造車両の置き換え用として1946年に発注が行われた車両。従来の車両から構造が大きく変わり、車体長の延長、前面窓ガラスの傾斜、立席窓（バス窓）の設置、制動装置や乗降扉、ワイパーの可動の電動化（オール・エレクトリック）などの新機軸の要素を多数導入した[19][21][22]。
- A7 - 利用客が多い系統へ向けて1948年に発注が実施された車両。車体や機器などの構造はA6と同型であったが連結器を有しており、総括制御による連結運転が可能であった[20][22]。
- A8 - トロント交通局（トロント市電）における最後の新造車両。当初は総括制御が可能な車両を150両発注する予定であったが、製造費用の高騰の影響により見直しが行われ、最終的に導入されたのは総括制御に対応しない50両であった[20][22]。

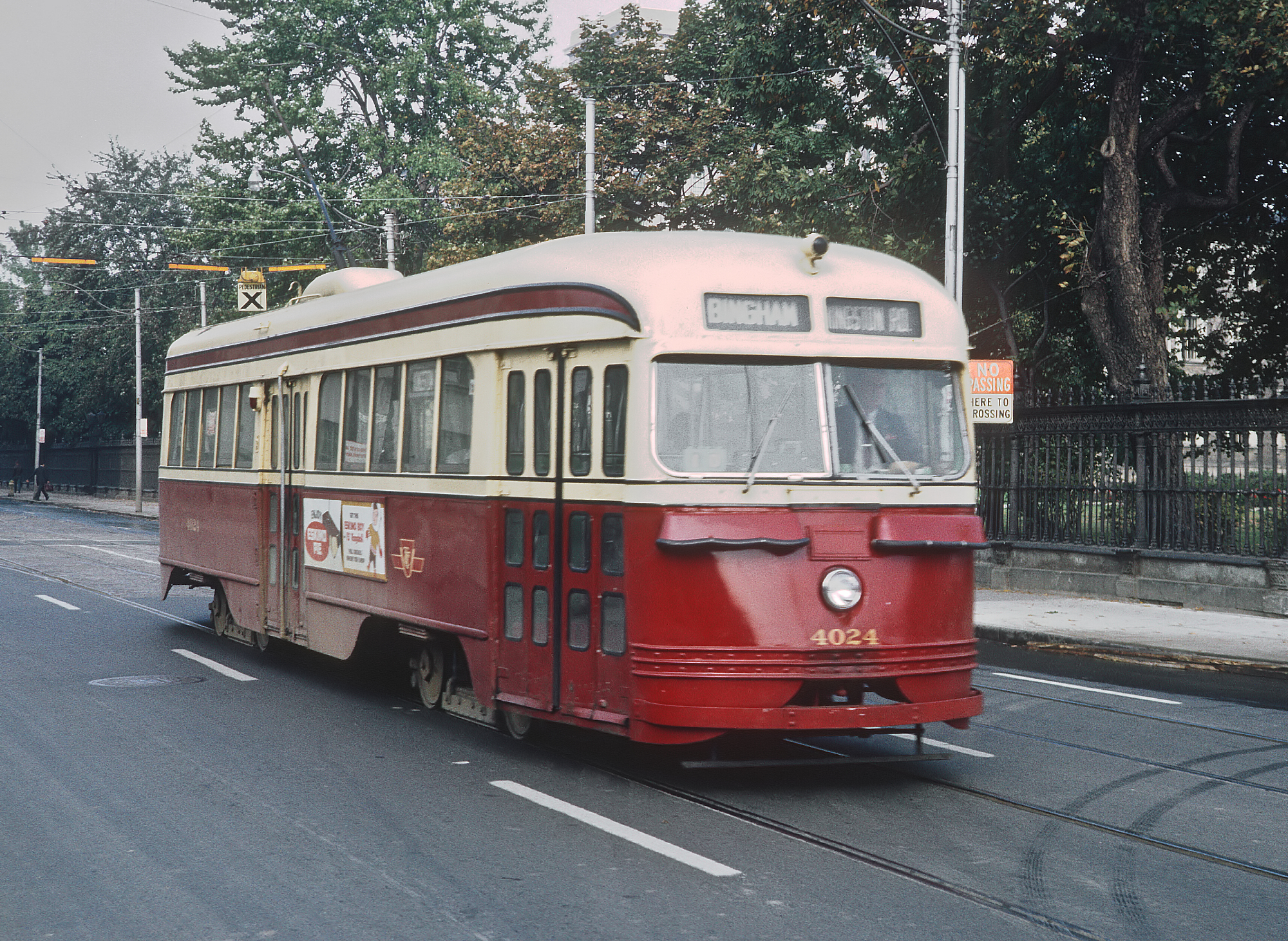
A1（4024） （1965年撮影）
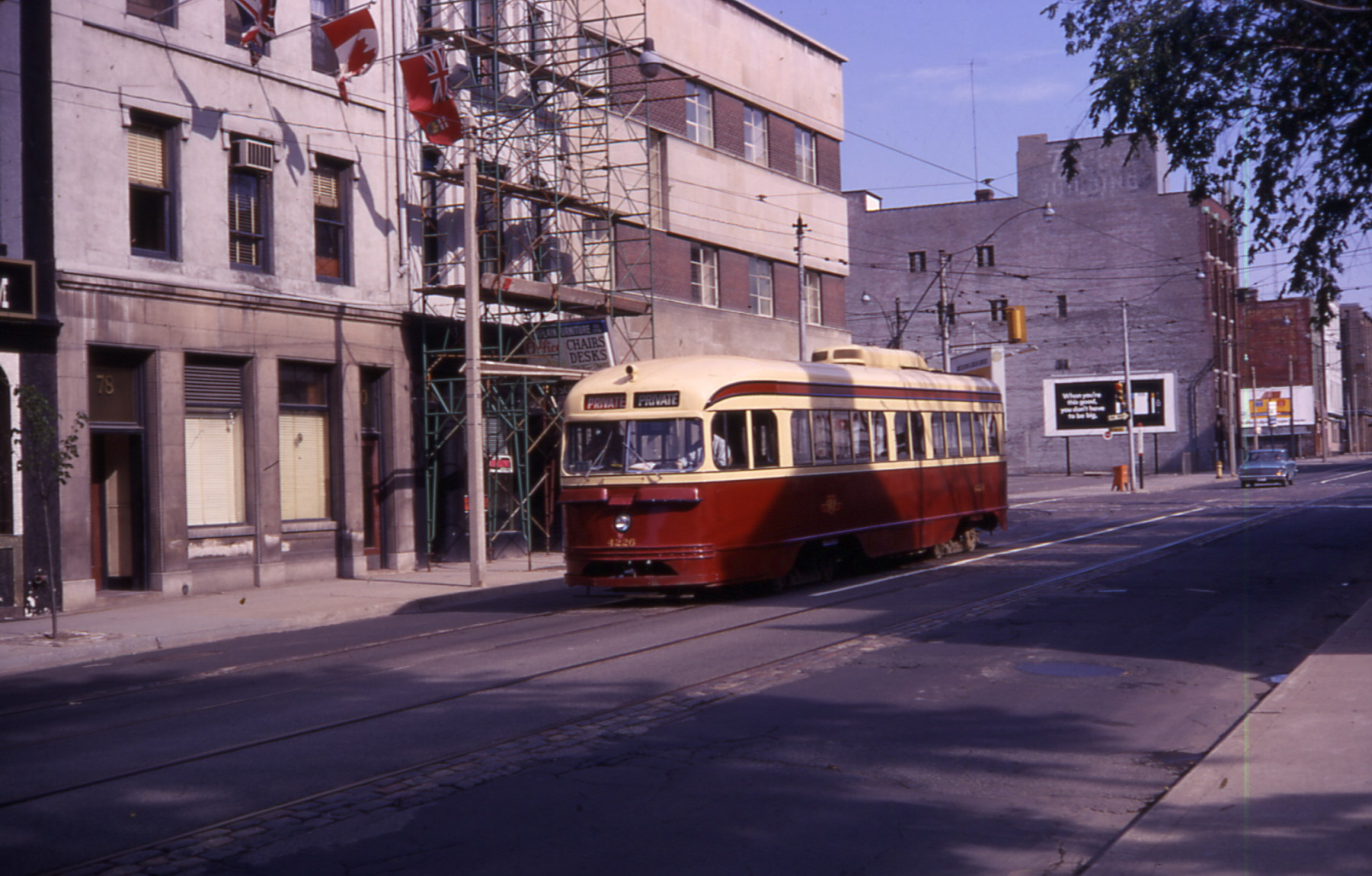
A3（4226） （1968年撮影）
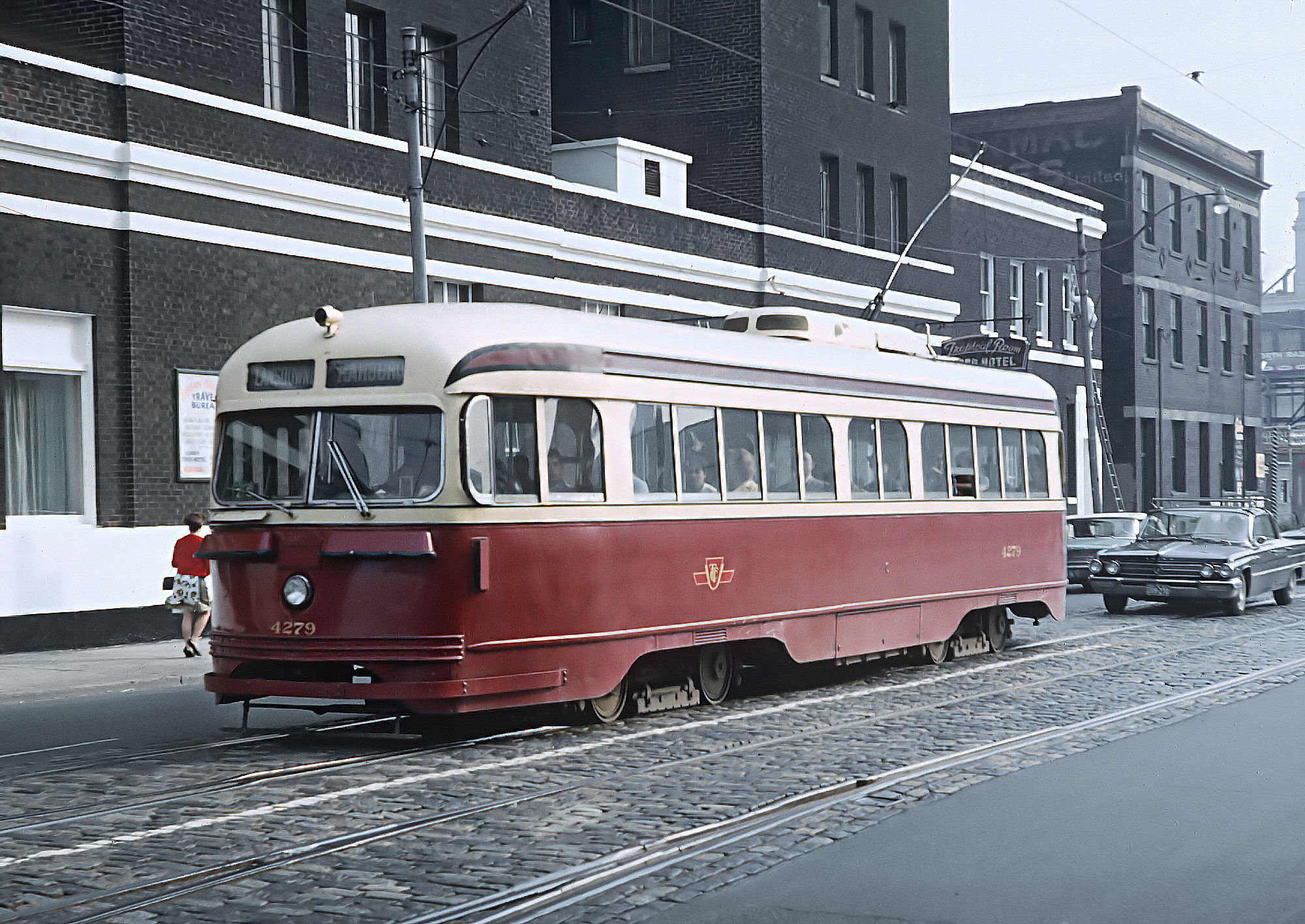
A5（4279） （1965年撮影）
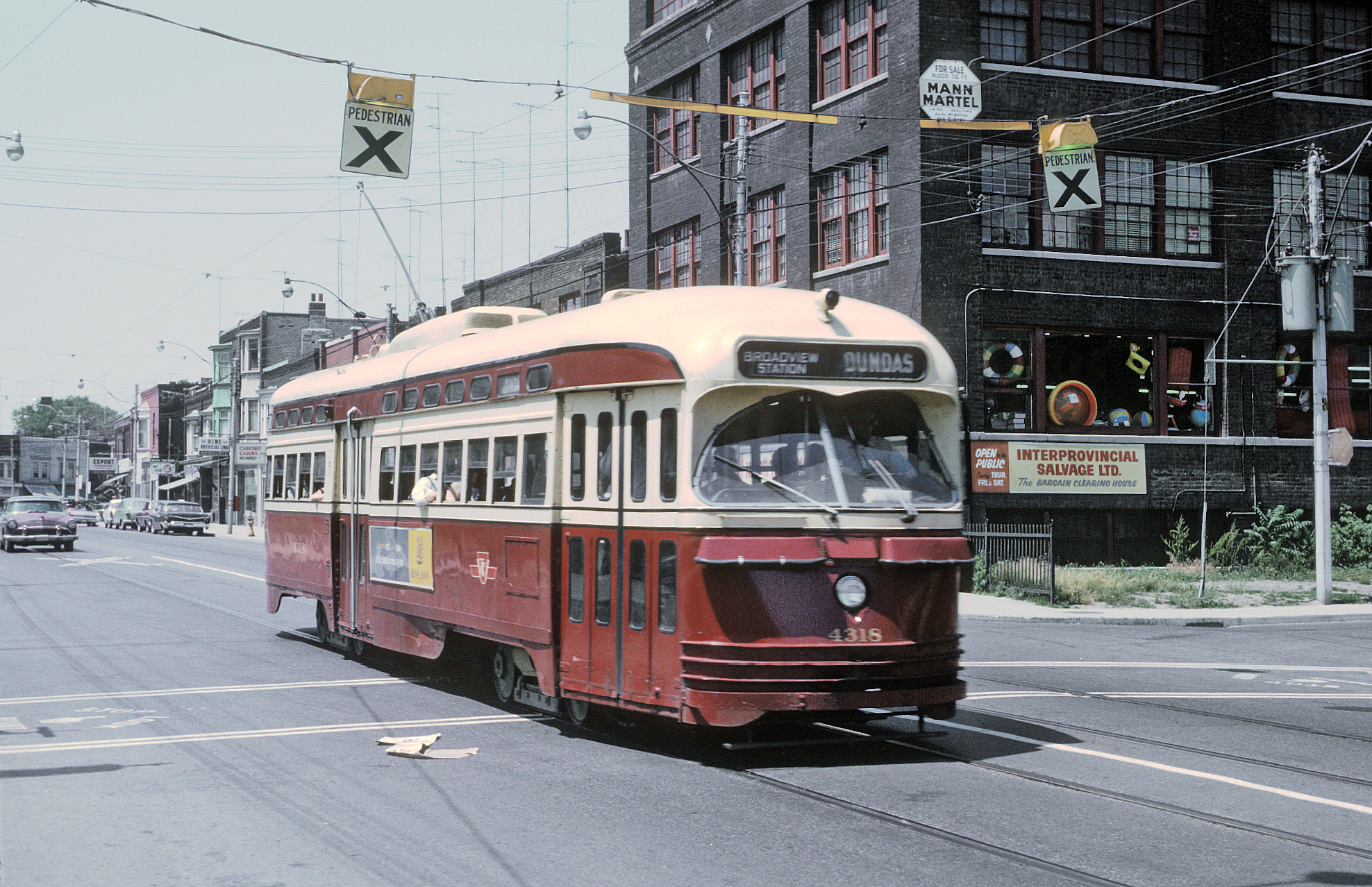
A6（4315） （1966年撮影）
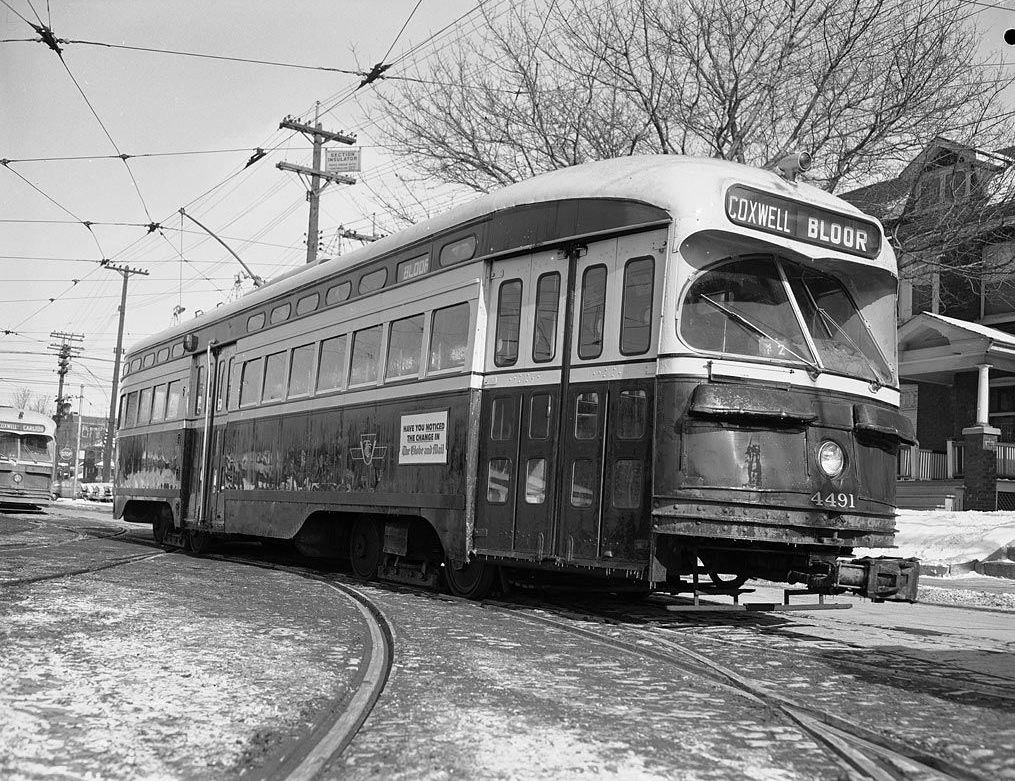
A7（4491） （1963年撮影）
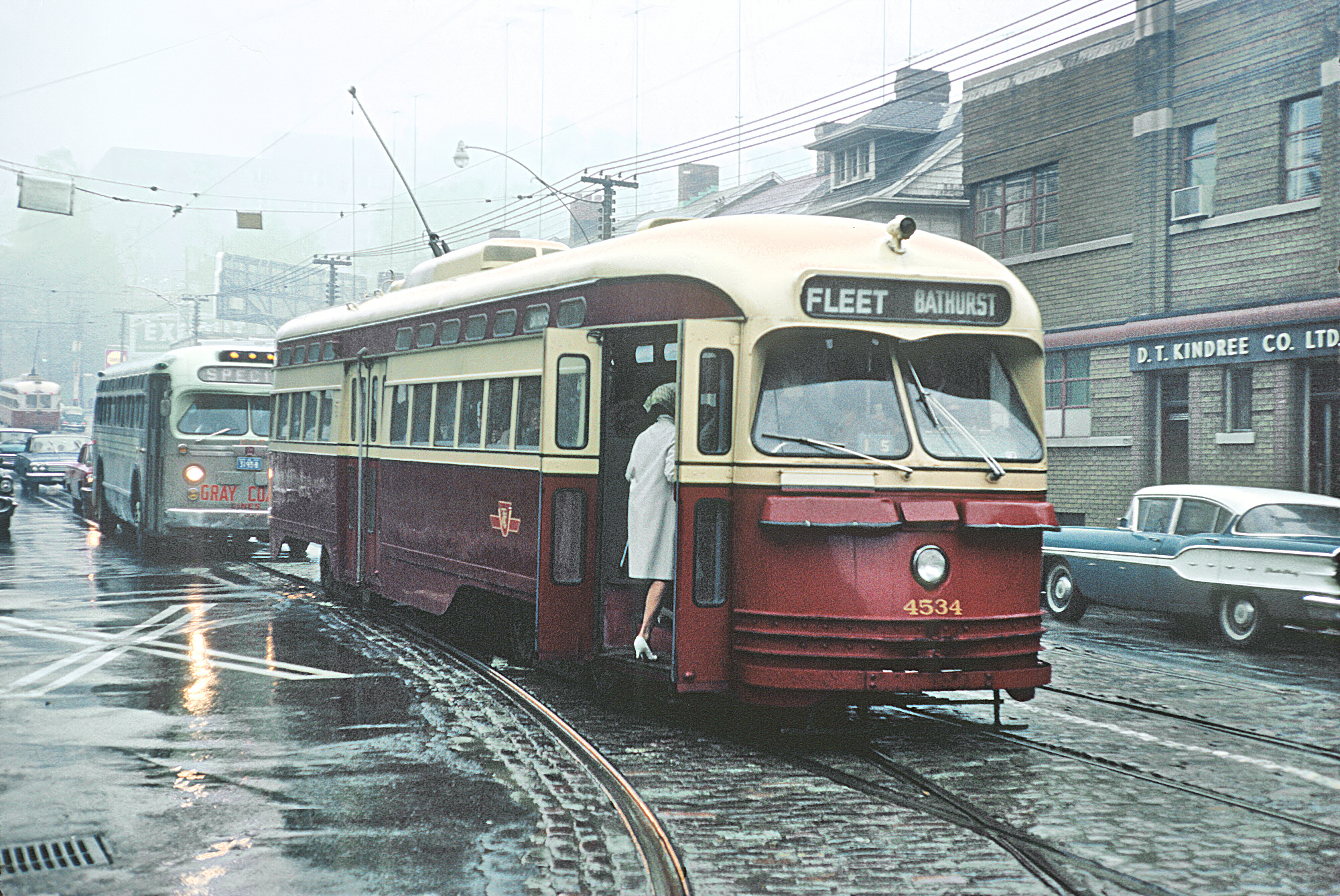
A8（4534） （1965年撮影）

| トロント交通局(トロント市電) PCCカー・新造車両一覧 | トロント交通局(トロント市電) PCCカー・新造車両一覧 | トロント交通局(トロント市電) PCCカー・新造車両一覧 | トロント交通局(トロント市電) PCCカー・新造車両一覧 | トロント交通局(トロント市電) PCCカー・新造車両一覧 | トロント交通局(トロント市電) PCCカー・新造車両一覧 |
| 形式                                               | 両数                                               | 車両番号                                           | 製造                                               | 引退                                               | 備考・参考                                         |
| -------------------------------------------------- | -------------------------------------------------- | -------------------------------------------------- | -------------------------------------------------- | -------------------------------------------------- | -------------------------------------------------- |
| A1                                                 | 140両                                              | 4100 - 4139                                        | 1938                                               | 1969                                               |                                                    |
| A2                                                 | 50両                                               | 4150 - 4199                                        | 1940                                               | 1974                                               |                                                    |
| A3                                                 | 60両                                               | 4200 - 4259                                        | 1942                                               | 1972                                               |                                                    |
| A4                                                 | 15両                                               | 4260 - 4274                                        | 1944                                               | 1971                                               |                                                    |
| A5                                                 | 25両                                               | 4275 - 4299                                        | 1945                                               | 1974                                               |                                                    |
| A6                                                 | 100両                                              | 4300 - 4399                                        | 1947 - 48                                          | 1991                                               |                                                    |
| A7                                                 | 100両                                              | 4400 - 4499                                        | 1949                                               | 1991                                               | 総括制御運転（連結運転）に対応                     |
| A8                                                 | 50両                                               | 4500 - 4549                                        | 1951                                               | 1991                                               | 一部車両はA15へ改造                                |

### 譲受車両
最後の新造車両であるA8が導入された1951年時点でもトロント市電には440両以上の旧型電車（ピーター・ウィット・カー）が在籍しており、近代化のためにこれらの車両の置き換えが望まれていた。その一方、当時アメリカ合衆国各地ではモータリーゼーションの進展により路面電車の廃止が相次ぎ、それらの中にはPCCカーを使用していた路線も多く含まれていた。そこでトロント交通局は方針を転換し、これらの旧型電車を多数譲受する形での近代化を決定した。導入に際してはトロント市電の軌間に合わせた台車の改造に加え、各車種に合わせた追加改造も実施された。
これらの車両の導入によってトロント市電で運用されるPCCカーの数は744両に達し、1947年に事故で廃車となった1両（4063）を含めた合計745両は北アメリカにおけるPCCカーの最多導入数であった。
- 元：シンシナティ・ストリート鉄道（英語版） - 1950年に導入された、シンシナティの路面電車であったシンシナティ・ストリート鉄道のPCCカー。下記の通り製造年月や機器の構造により2形式に分類された。両形式ともセントルイス・カー・カンパニー製で、導入に際してはポールの数が2本から1本に減らされた。これらの車両の導入により、トロント市電に最後まで残存していた木製車両が営業運転を退いた[26][28]。
  - A9 - 1947年に製造された全電動式車両（オール・エレクトリック）。
  - A10 - 1930年代後半に製造された、圧縮空気を用いる初期の車両（エアー・エレクトリック）。
- 元：クリーヴランド交通システム（英語版） - クリーブランドの路面電車路線で使用されていたPCCカー。需要が高い路線での総括制御による連結運転の増強を目的に1952年に75両が導入され、連結器の設置を始めとした改造を受けた。全車とも全電動式車両（オール・エレクトリック）で、製造メーカーにより2形式に分けられた[26]。
  - A11 - プルマン・スタンダード製。
  - A12 - セントルイス・カー・カンパニー製。元はルイビル鉄道（英語版）向けに製造された車両であったが製造後に発注がキャンセルされた事でクリーヴランド交通システムが導入した経緯を持つ[29]
- 元：バーミングハム交通（英語版） - バーミングハムに存在した路面電車路線のPCCカー。1952年から1953年にかけて下記の形式が導入された事により、旧型車両のピーター・ウィット・カーはラッシュ時のみの運用となった[26]。
  - A13 - プルマン・スタンダード製。
- 元：カンザスシティ公共サービス（英語版）- カンザスシティに存在した路面電車。下記の1形式30両が1958年に導入され、これがトロント市電における最後に導入されたPCCカーとなった[26][30]。
  - A14 - セントルイス・カー・カンパニー製。全電動式車両（オール・エレクトリック）ながら他の形式と異なりバス窓は設置されていなかった。

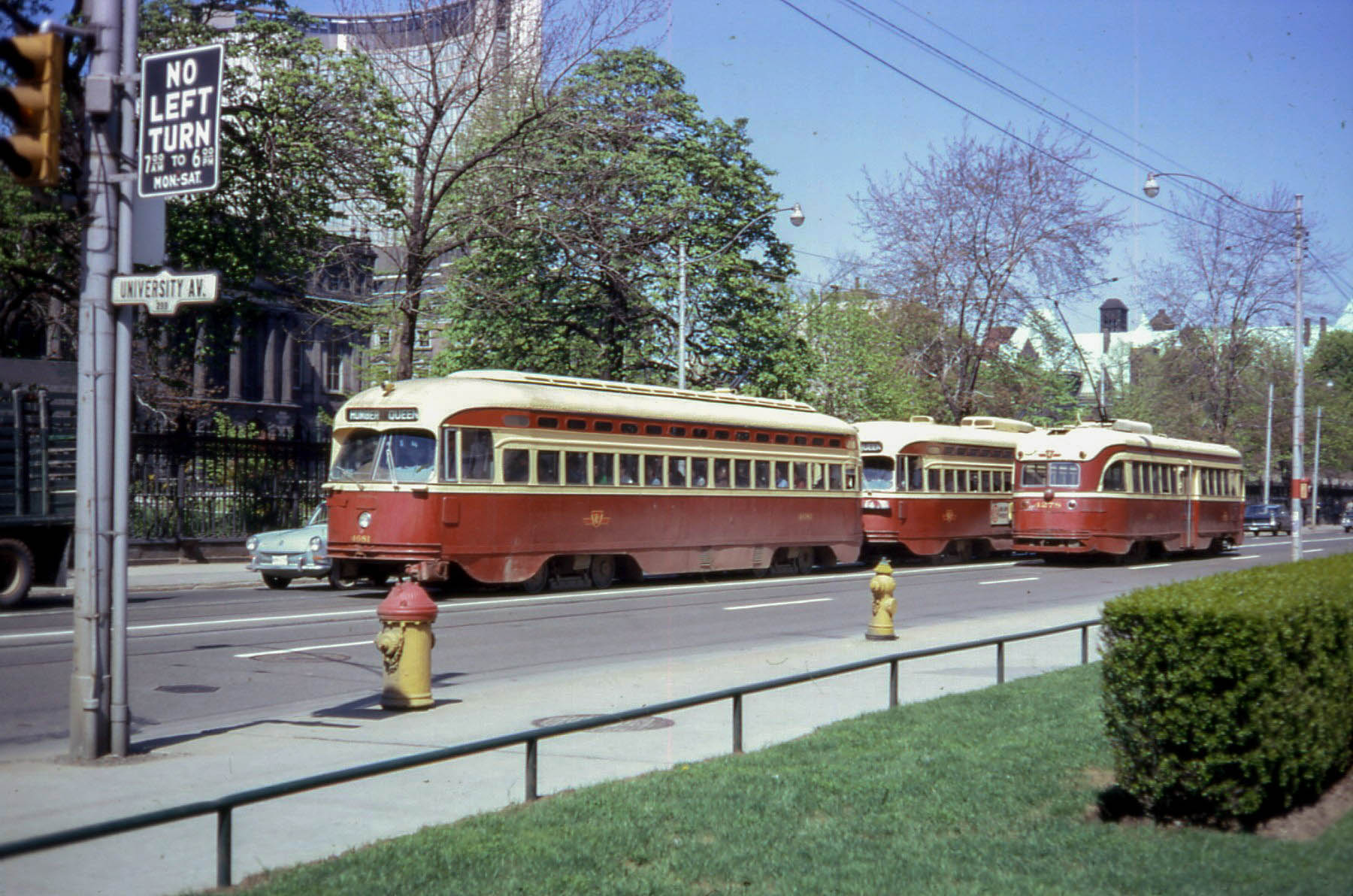
A9（4591、左側・前方） （1968年撮影）
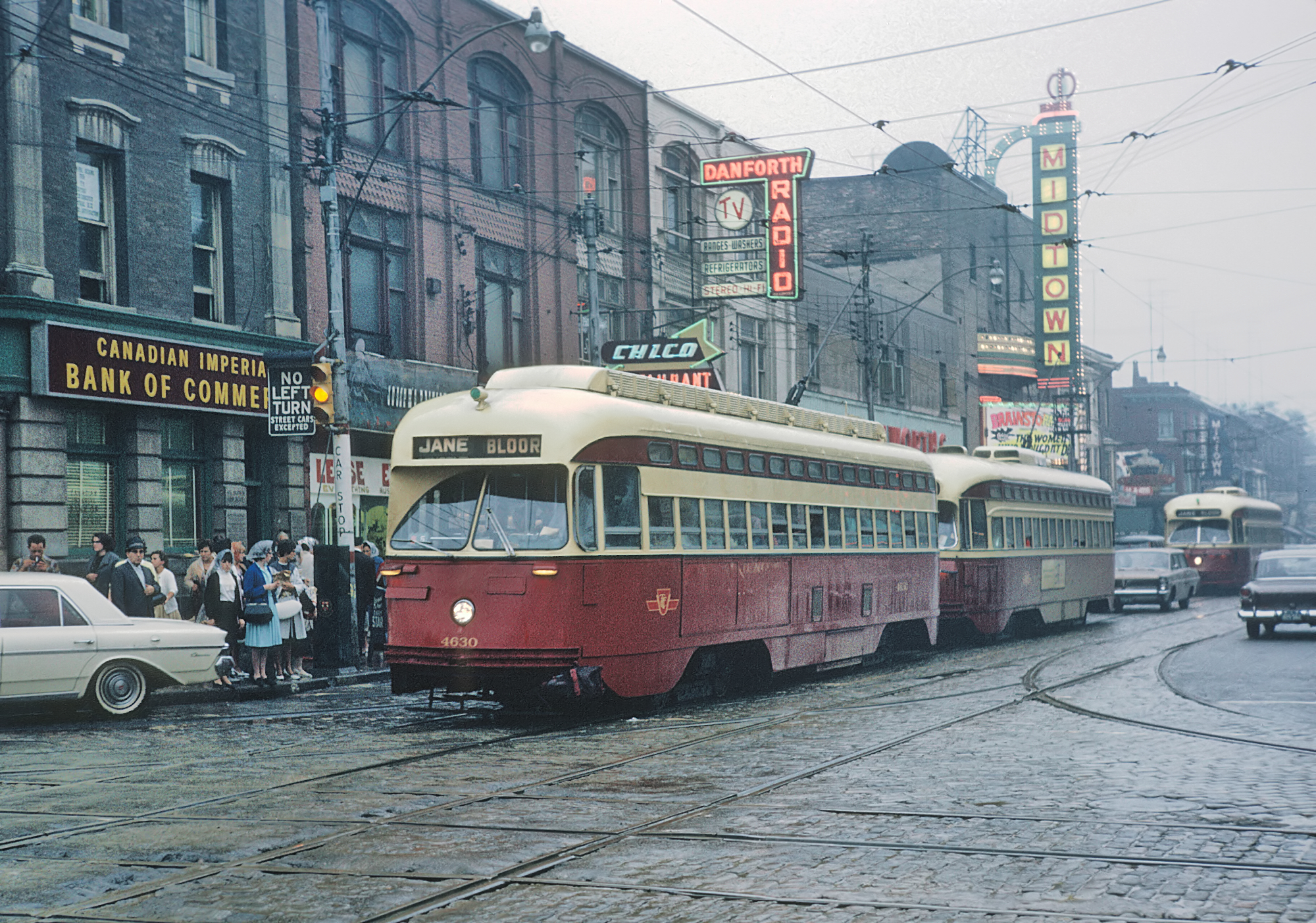
A11（4630） （1965年撮影）
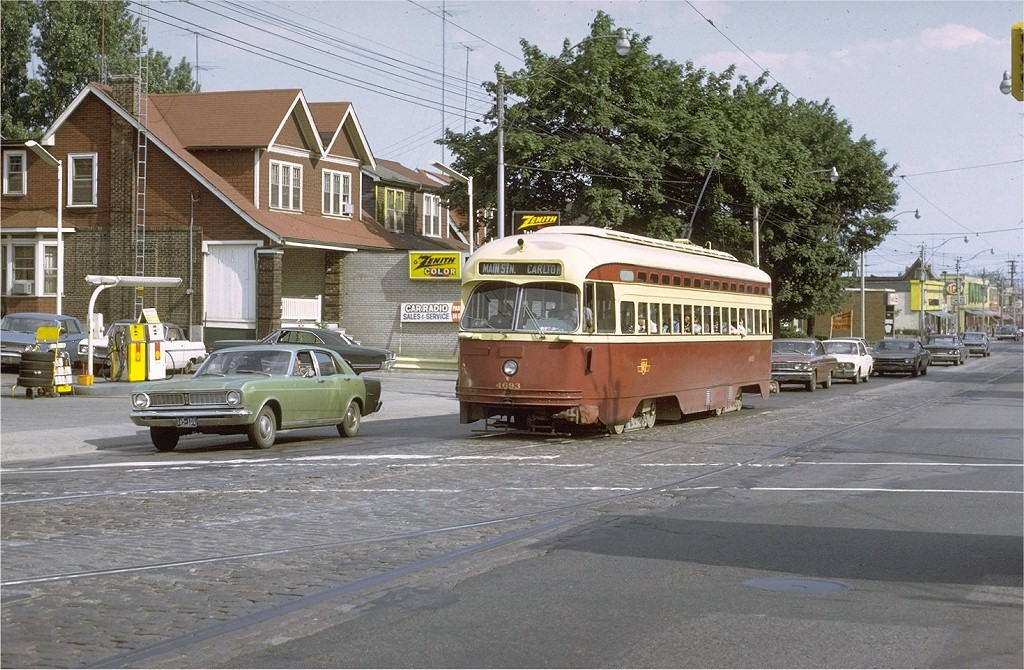
A12（4693） （1971年撮影）
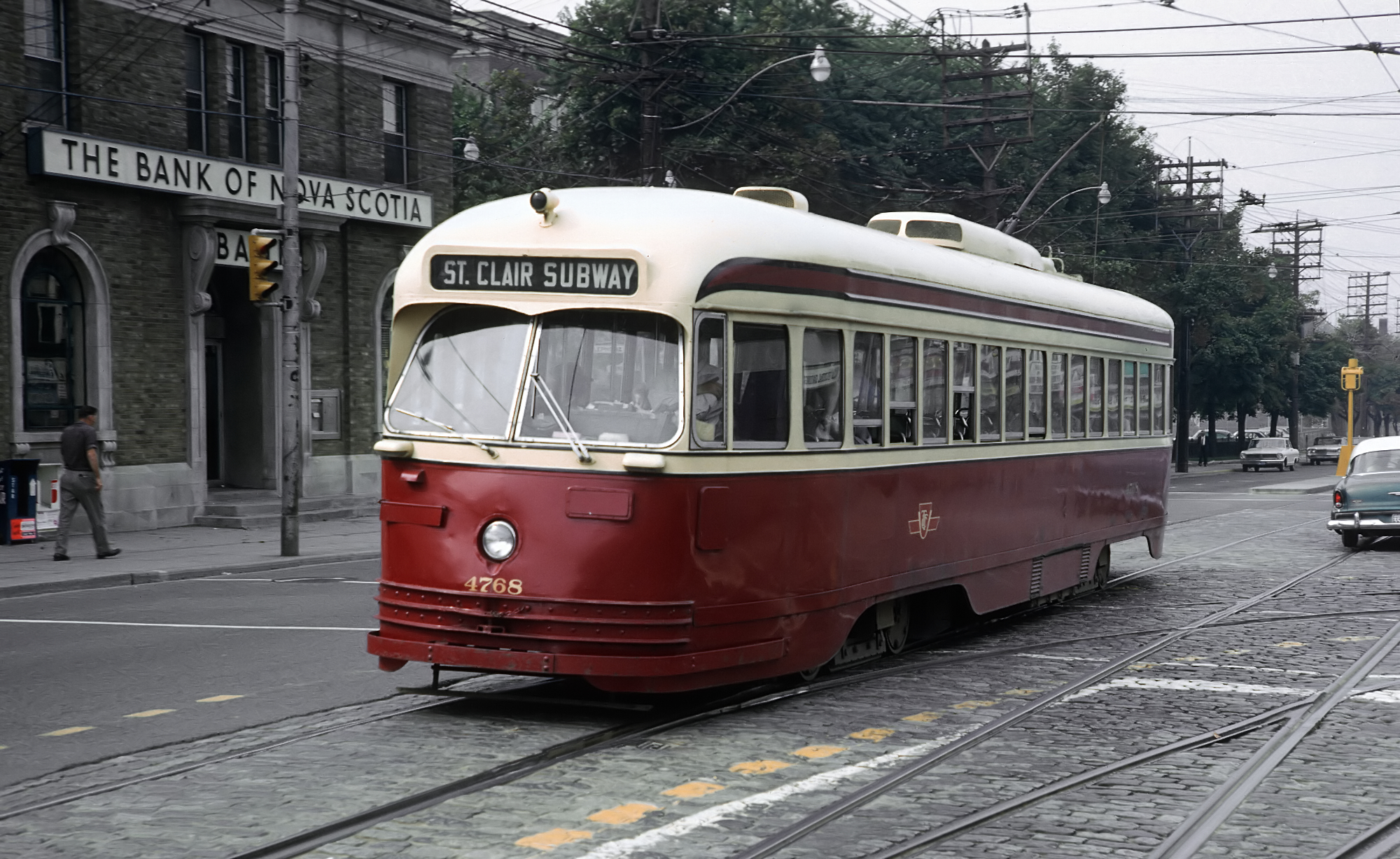
A14（4768） （1965年撮影）

| トロント交通局(トロント市電) PCCカー・譲受車両一覧 | トロント交通局(トロント市電) PCCカー・譲受車両一覧 | トロント交通局(トロント市電) PCCカー・譲受車両一覧 | トロント交通局(トロント市電) PCCカー・譲受車両一覧 | トロント交通局(トロント市電) PCCカー・譲受車両一覧 | トロント交通局(トロント市電) PCCカー・譲受車両一覧 | トロント交通局(トロント市電) PCCカー・譲受車両一覧 | トロント交通局(トロント市電) PCCカー・譲受車両一覧 |
| 形式                                               | 両数                                               | 車両番号                                           | 譲受先                                             | 製造                                               | 導入                                               | 引退                                               | 備考・参考                                         |
| -------------------------------------------------- | -------------------------------------------------- | -------------------------------------------------- | -------------------------------------------------- | -------------------------------------------------- | -------------------------------------------------- | -------------------------------------------------- | -------------------------------------------------- |
| A9                                                 | 25両                                               | 4550 - 4574                                        | シンシナティ・ストリート鉄道                       | 1947                                               | 1950                                               | 1982                                               |                                                    |
| A10                                                | 27両                                               | 4575 - 4601                                        | シンシナティ・ストリート鉄道                       | 1939 - 40                                          | 1951                                               | 1975                                               |                                                    |
| A11                                                | 50両                                               | 4625 - 4674                                        | クリーヴランド交通システム                         | 1946                                               | 1952                                               | 1982                                               | 連結運転（総括制御運転）に対応                     |
| A12                                                | 25両                                               | 4675 - 4699                                        | クリーヴランド交通システム                         | 1946                                               | 1952                                               | 1982                                               | 連結運転（総括制御運転）に対応                     |
| A13                                                | 48両                                               | 4700 - 4747                                        | バーミングハム交通                                 | 1947                                               | 1952                                               | 1983                                               |                                                    |
| A14                                                | 30両                                               | 4750 - 4779                                        | カンザスシティ公共サービス                         | 1946 - 47                                          | 1957                                               | 1977                                               |                                                    |

## 運用・改造

### 廃止の危機から存続の決定まで
新造車両・譲渡車両合わせて744両のPCCカーが揃った1958年の時点でもトロント市電には100両以上の旧型車両（ピーター・ウィット・カー）が残存していたが、1960年代以降市電を運営していたトロント交通局は地下鉄（トロント地下鉄）の整備を進めると同時に市電の路線の廃止を始めた。これに伴い余剰となったピーター・ウィット・カーは1963年をもって営業運転から退き、同年以降1980年代までトロント市電の営業用車両はPCCカーに統一された。
だが、それ以降も市電の路線網の縮小は続き、1960年代後半からは老朽化が進んだ初期のPCCカーの廃車が始まった。そして1970年にトロント交通局は市電の全面廃止を発表するにまで至ったが、トロント市民による反対運動に加え、環境面や石油供給の脆弱性などの問題への意識の高まりにより存続の動きが高まり、1972年に一転してトロント交通局は市電の永久存続を発表した。これに伴い、戦後に製造された新造車両（A6、A7、A8）を中心とした延命工事が実施されたが、同時期以降PCCカーに代わる新型路面電車の開発が始まり、その成果として1979年から営業運転に導入されたCLRVにより、PCCカーの本格的な置き換えが始まった。

### 大規模更新の実施
1980年代のトロント市電にはCLRVや2車体連接車のALRVの大量導入が続き、1986年時点でPCCカーの車両数は90両にまで減少した一方、利用客の増加や新規系統の開通により短期間での車両数の確保が必要となった。そこで、既存のPCCカーに更新工事を施す事で新型車両の導入よりも安価で近代化を実施する事を決定し、1986年に4505（A8）を対象とした大規模工事を行った。
内容は1970年代に実施された更新工事よりも多岐に渡り、車体は屋根を残して新規に製造された他、電気機器や回線、暖房装置も全て新品に交換された。内装についてもCLRVと同じスタイルの座席や床面への更新が行われた。これらの工事により4505は新造車両と比べて遜色ない状態となり、安価で近代化が可能である事が証明された。これに合わせて4505は車両番号が「4600」に変更され、以降導入された大規模更新車両（4601 - 4618）と共にA15という形式名が付けられた。
これらの車両のうち17両は当初CLRVに類似した塗装を有していたが、2両については座席や前照灯が導入時の姿に復元され、車体の塗装も導入当初のワインレッドとクリーム色を基にしたものへと塗り直された。また車体に描かれた車両番号も改造前（4500、4549）のままであり、これらの車両は「A15H」という形式名で区別された。この2両はトロント市電の臨時・団体用として改造が行われたものであり、従来使用されていたピーター・ウィット・カーに代わって1989年から運用に就いた。また、塗装変更が行われた17両についても後年に一部が元の塗装へ戻された。

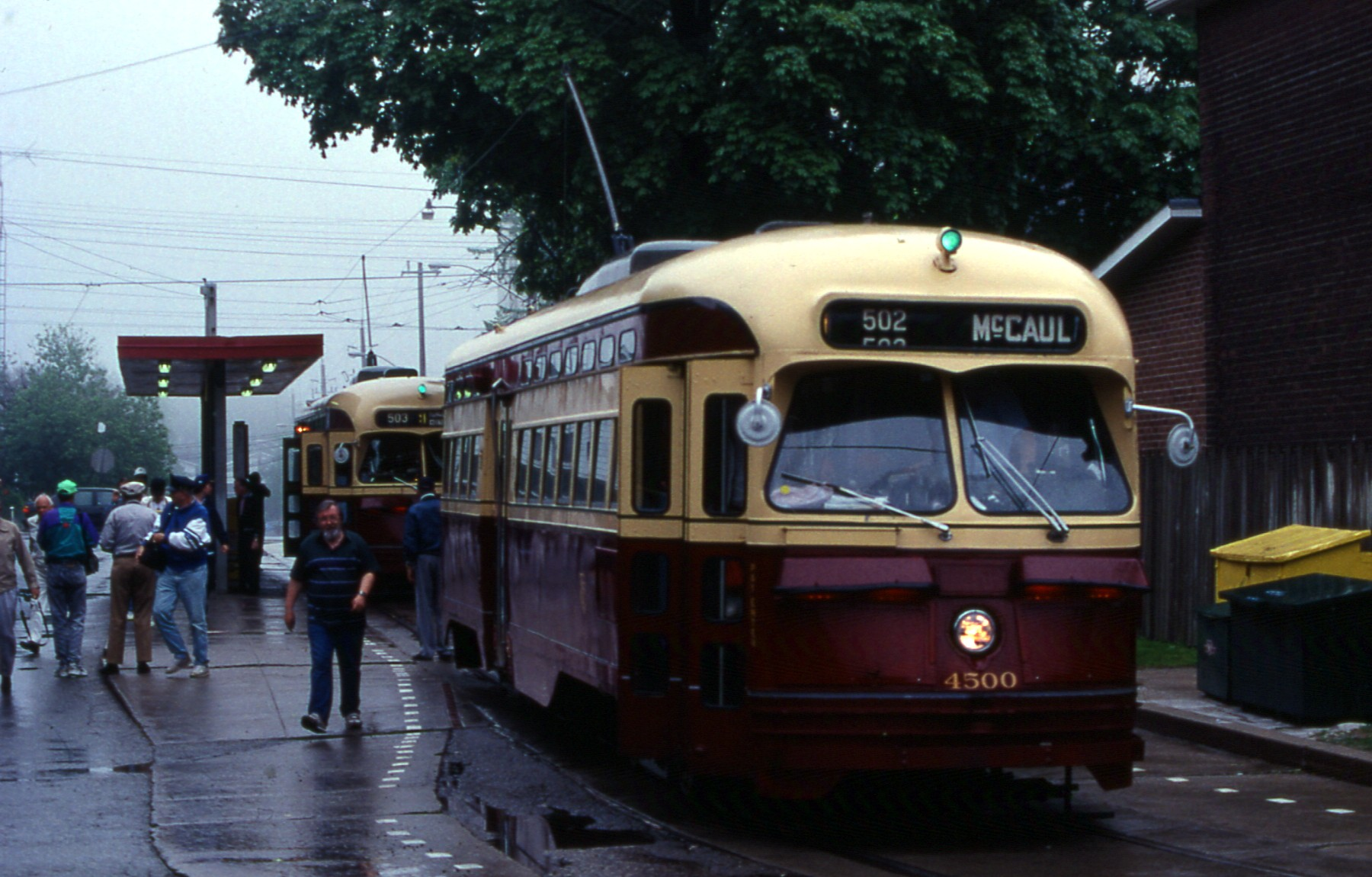
4500（4604）（1995年撮影）
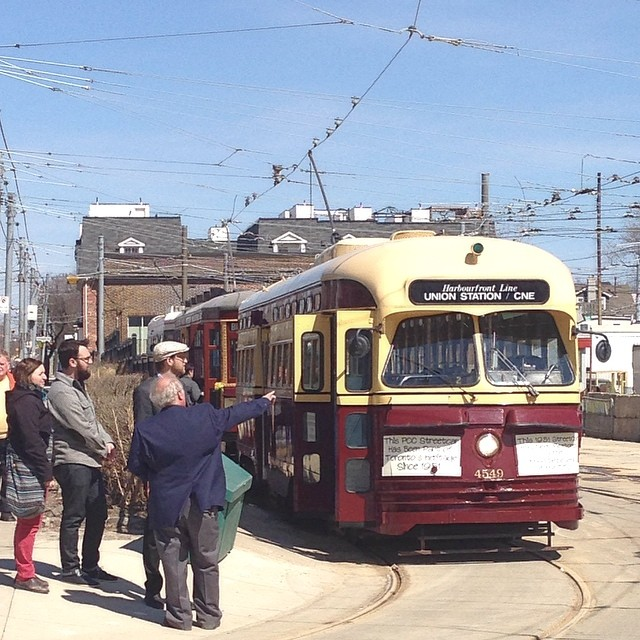
4549（4605）（2014年撮影）

| トロント交通局(トロント市電) PCCカー・近代化車両一覧 | トロント交通局(トロント市電) PCCカー・近代化車両一覧 | トロント交通局(トロント市電) PCCカー・近代化車両一覧 | トロント交通局(トロント市電) PCCカー・近代化車両一覧 | トロント交通局(トロント市電) PCCカー・近代化車両一覧 | トロント交通局(トロント市電) PCCカー・近代化車両一覧 | トロント交通局(トロント市電) PCCカー・近代化車両一覧 |
| 形式                                                 | 両数                                                 | 車両番号                                             | 種車                                                 | 改造                                                 | 引退                                                 | 備考・参考                                           |
| ---------------------------------------------------- | ---------------------------------------------------- | ---------------------------------------------------- | ---------------------------------------------------- | ---------------------------------------------------- | ---------------------------------------------------- | ---------------------------------------------------- |
| A15                                                  | 17両                                                 | 4600 - 4603 4605 - 4618                              | A8                                                   | 1986 - 92                                            | 1995                                                 |                                                      |
| A15H                                                 | 2両                                                  | 4500,4549                                            | A8                                                   | 1988                                                 | ‐                                                    | 2020年時点で現役(団体・臨時用)                       |

### 営業運転終了まで
1980年代以降もCLRVやALRVと共に営業運転に用いられたPCCカーであったが、1991年に実施されたメトロポリタントロントの会議により、利用客の減少に加えてバリアフリーの面で難がある事を理由にA15への更新工事の終了が宣告された。これにより1992年をもってA15への更新工事が完了した一方、その前年の1991年には更新工事の対象から外れたPCCカーの営業運転が終了した。更に走行時に車輪から発せられる騒音が問題視された事により、A15についても1994年に定期運転から撤退し、以降は各系統のラッシュ時の運用および臨時運用のみに使用された。
そして1995年11月28日、トロント交通局はPCCカーの営業運転を終了する事を決定し、同年12月8日をもって、トロント市電における57年にも及ぶPCCカーの営業運転の歴史に幕が下ろされた。ただし、それ以降もA15H（4500、4549）については引き続きトロント交通局に在籍しており、2020年現在も団体・貸切列車に使用されている。また、多くの車両が廃車後アメリカやカナダ各地の博物館へ譲渡され、A15H以外のA15も全車が現存し、動態保存が実施されている場合も多い。

### 事業用車両への改造
トロント交通局で使用されていたPCCカーのうち、一部車両については保線に用いられる事業用車両への改造が行われた。
- RT-14、RT-15 - 1970年にA7のうち2両（4446、4410）を改造したレール削正車。市電ではなく地下鉄用の事業用車両として用いられるため、第三軌条への対応工事が実施されたほか、一部の乗降扉も高床式プラットホームへの対応工事が実施された。1989年まで使用され、同年中に廃車された[36]。
- W-30、W-31 - 1974年頃にA11のうち2両（4631、4668）から改造された、市電用のレール削正車。削正用の機材はW-31に搭載され、W-30は牽引車として用いられた。PCCカーが営業運転を終了して以降も1999年まで使用され、2002年以降はカナダの保存鉄道であるハルトン郡ラジアル鉄道（英語版）で静態保存されている[37][38][39]。

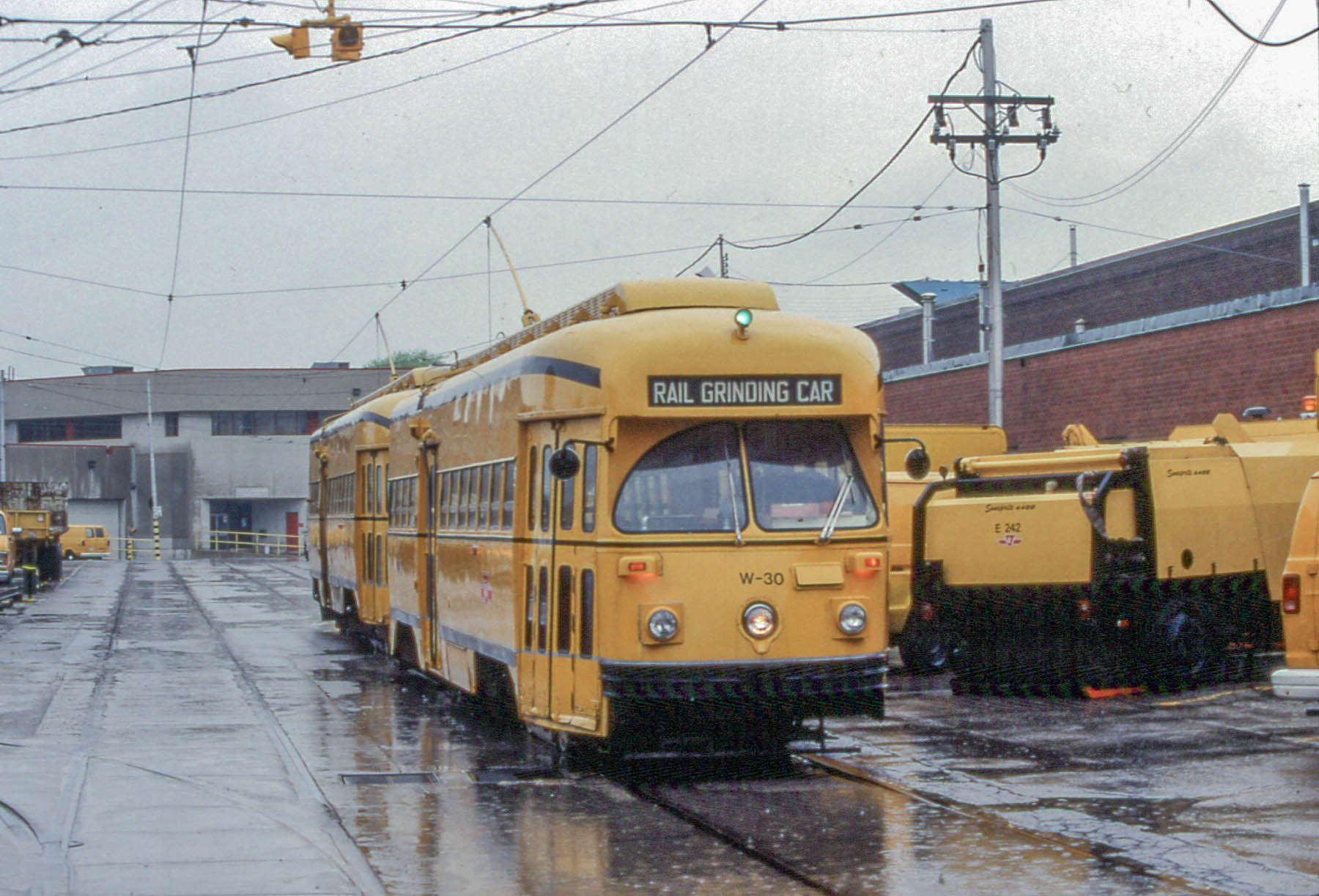
W-30 + W-31 （1995年撮影）
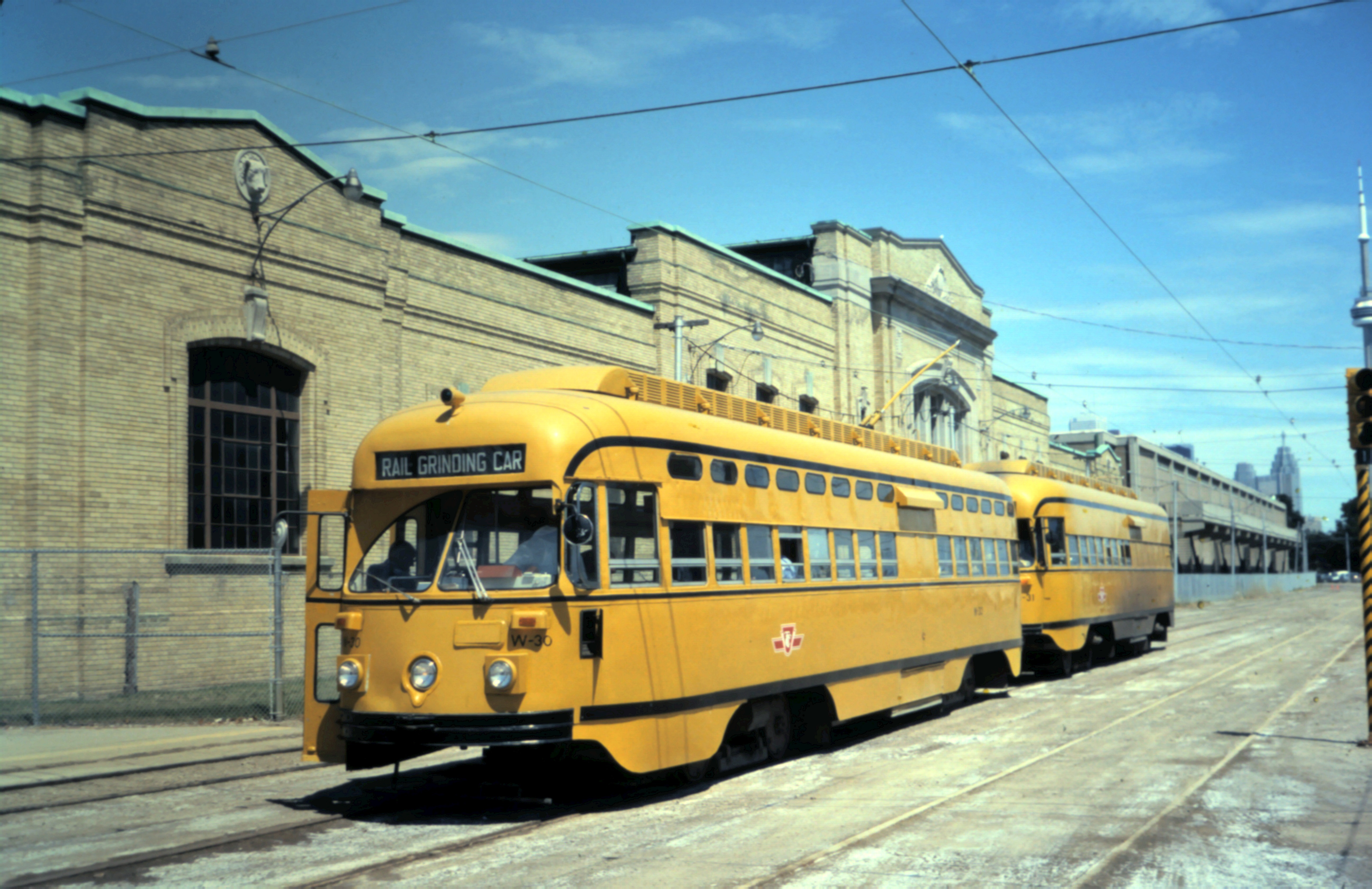
W-30 + W-31（左側面） （1991年撮影）

## 譲渡
前述の博物館での保存に加え、トロント市電で廃車となったPCCカーの一部は下記の路面電車路線への譲渡が実施された。これらのうち、ケノーシャ・ストリートカーとM-Lineは動態保存を目的とした路面電車路線である。
- アレクサンドリア市電（エジプト） - 1966年から1968年にかけて140両が譲渡。そのうち営業運転に使用されたのは127両で、うち28両は2両編成（14本）に、57両は3両編成（19本）に1970年代にかけて改造され、市内線で使用された。全車とも1984年までに廃車されている[40]。
- タンピコ市電（スペイン語版）（メキシコ） - かつてメキシコ・タンピコに存在した路面電車。1957年からアメリカ各都市で余剰となったPCCカーの譲渡を受けており、トロント市電からも1971年から1972年に10両が譲渡されたが、僅か数年後の1974年12月13日に路線自体が廃止された[41]。
- 南東ペンシルベニア交通局（アメリカ合衆国） - 1975年に起きた車庫の火災で在籍車両のうち60両が焼失した事から、1976年に急遽30両がトロント市電から譲渡された。そのままの塗装で営業運転に投入され、新型電車に置き換えられる1982年まで使用された[42]。
- サンフランシスコ市営鉄道（アメリカ合衆国） - 1973年に11両が譲渡。1980年まで営業運転に使用された[9][43]。
- 大クリーブランド地域交通局（英語版）（アメリカ合衆国） - クリーブランドで公共交通機関を運営する公共事業体。1978年に路面電車網へ向けて9両のPCCカーが譲渡されたが、僅か3年後の1981年にブレダ製の新型電車に置き換えられ廃車された[44]。
- ケノーシャ・ストリートカー（アメリカ合衆国） - 2000年のケノーシャの路面電車開通に合わせて5両が、2002年に増備分として1両のPCCカーが譲渡された。全車とも更新工事が行われたA15で、導入に際して多くの車両がアメリカ各都市で使用されていたPCCカーの塗装に変更されている[7][25]。
- M-Line（アメリカ合衆国） - ダラスに存在する動態保存路線。1996年に譲渡された2両のうち、4614について2017年から動態復元が実施され、2019年から"マーガレット"（Margaret）の愛称を与えられた上で現役に復帰した。もう1両（4613）についても動態復元に向けた工事が進められている[45]。

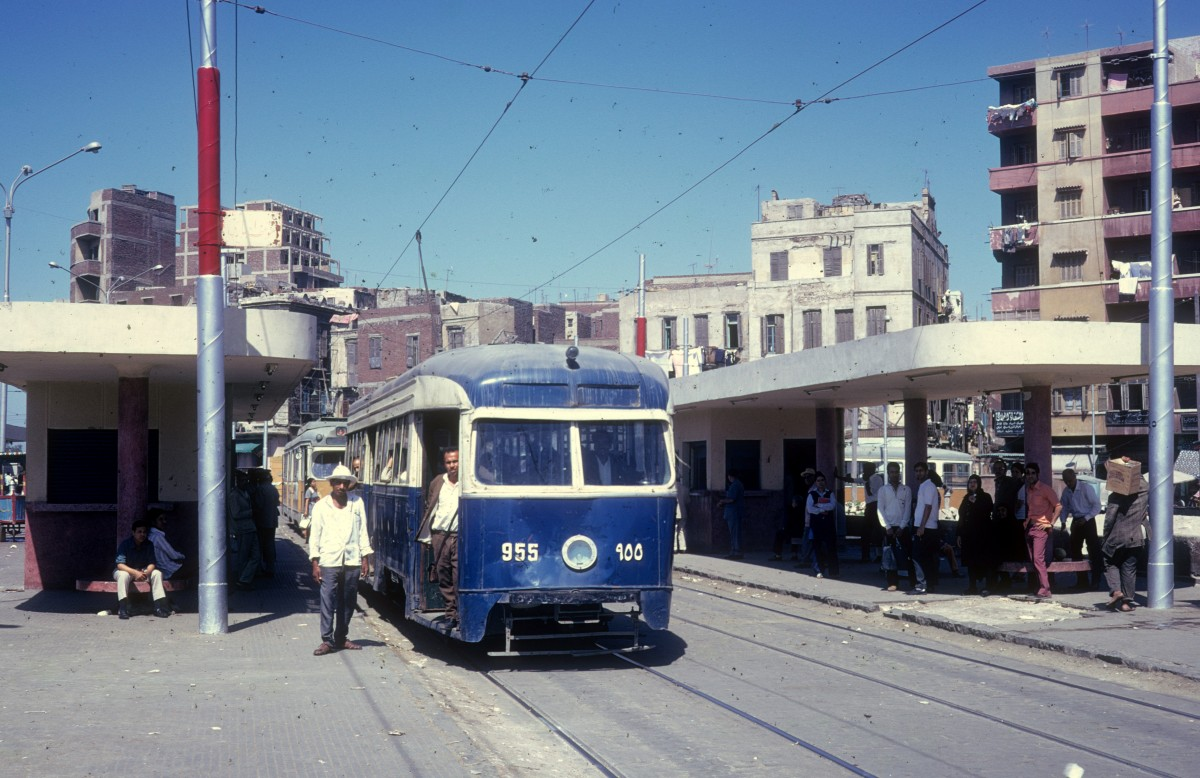
アレクサンドリア市電（955）
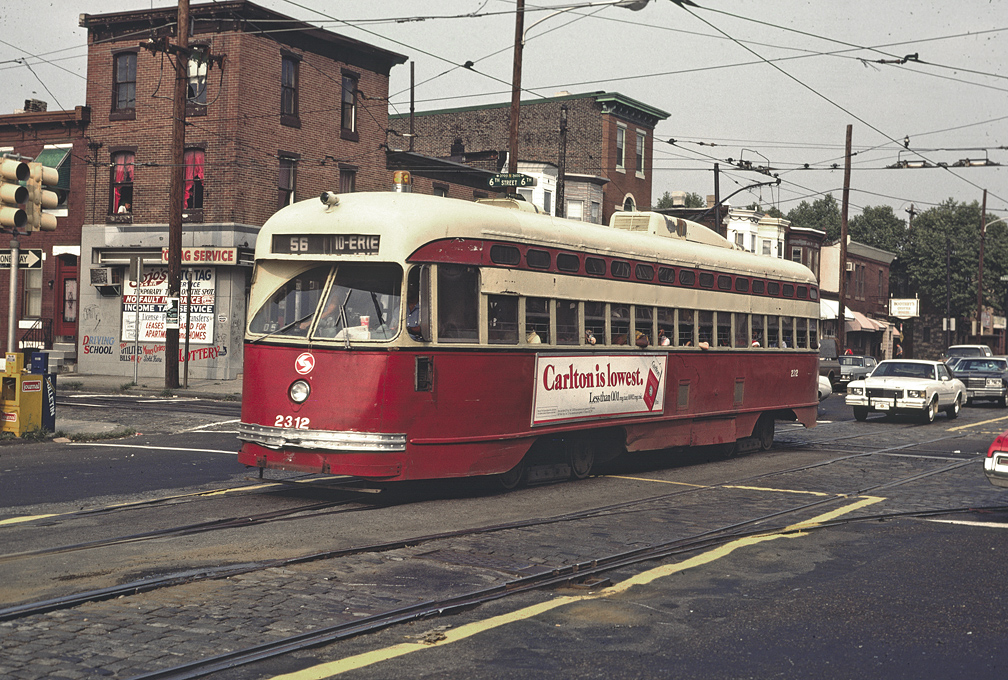
南東ペンシルベニア交通局（2312）
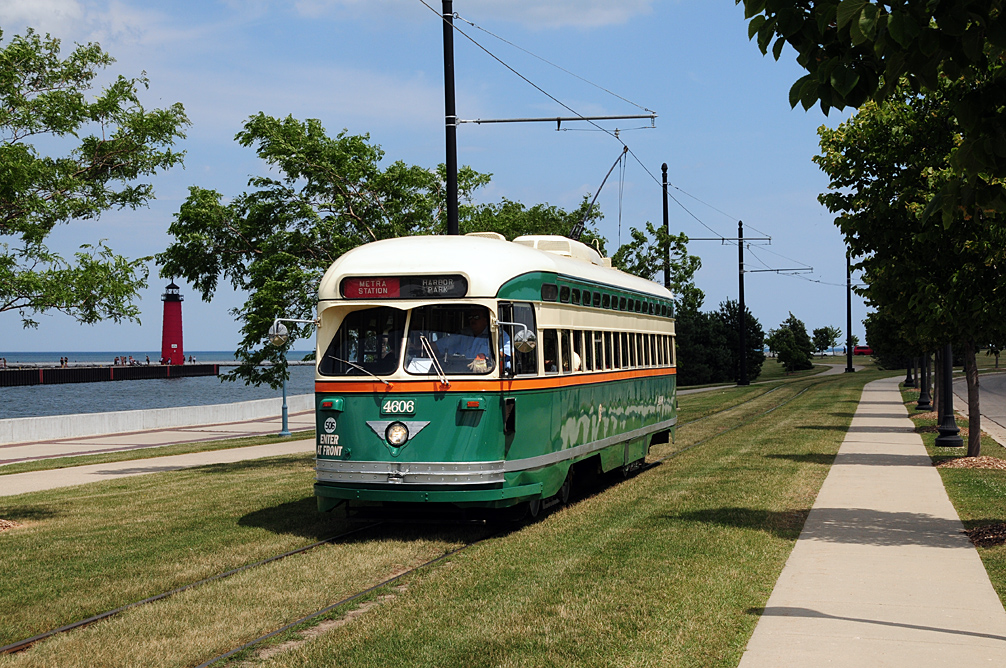
ケノーシャ・ストリートカー（4606）

## その他
サンフランシスコ市営鉄道の保存路面電車系統であるFラインで使用されているPCCカーのうち、ニュージャージー・トランジットから譲渡された1074はトロント市電のPCCカーの塗装を纏っている。

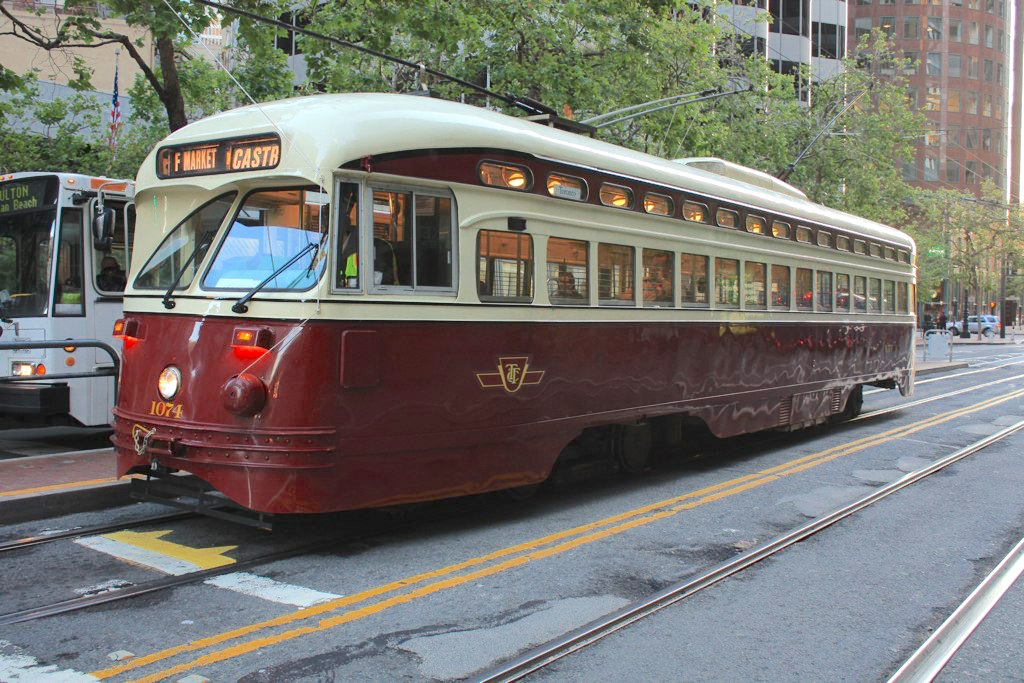
1074（2012年撮影）